# Microcope levissima
Microcope levissima är en kräftdjursart som beskrevs av Malyutina 2008. Microcope levissima ingår i släktet Microcope och familjen Munnopsidae. Inga underarter finns listade i Catalogue of Life.